# Liste der Naturdenkmale in Beverungen
Die Liste der Naturdenkmale in Beverungen nennt die Naturdenkmale in Beverungen im Kreis Höxter in Nordrhein-Westfalen.

## Naturdenkmale
| Nummer | Bezeichnung                       | Gemarkung  | Flurstück | Lage | Bemerkung | Bild |
| ------ | --------------------------------- | ---------- | --------- | --- | --------- | ---- |
| 11     | 1 Hänge-Rotbuche                  | Wehrden    | 7;11      | Südwestlich vom Schloss. 51° 42′ 47,9″ N, 9° 23′ 12,5″ O                                                   |           |      |
| 12     | 1 Pyramiden-Stieleiche            | Wehrden    | 7;11      | Südlich vom Schloss. 51° 42′ 47,9″ N, 9° 23′ 14,3″ O                                                       |           |      |
| 13     | 1 Schwarznuss                     | Wehrden    | 7;11      | Südöstlich vom Schloss. 51° 42′ 47,9″ N, 9° 23′ 16,1″ O                                                    |           |      |
| 14     | 1 Sommerlinde                     | Herstelle  | 2;227     | Am Teich am Deiselwege. 51° 38′ 9,9″ N, 9° 24′ 58,2″ O                                                     |           |      |
| 71     | 2 Sommerlinden                    | Wehrden    | 2;        | Wegkreuzung Amelunxen–Wehrden, Einmündungsbereich K 56 und B 83. 51° 42′ 43,1″ N, 9° 22′ 30,1″ O           |           |      |
| 76     | Stieleiche                        | Wehrden    | 3;        | Nördlich der Ortschaft Wehrden, in der „Helle“ 20 m nördlich des Waldrandes. 51° 43′ 25,3″ N, 9° 22′ 42″ O |           |      |
| 76     | Stieleiche                        | Wehrden    | 3;        | Nördlich der Ortschaft Wehrden, in der „Helle“ 70 m westlich des Waldrandes. 51° 43′ 31″ N, 9° 23′ 10,1″ O |           |      |
| 104    | Sickerquelle im „Brettbusch“      | Dalhausen  |           | Quellsumpf. Südlich von Dalhausen, 100 m südöstlich des Wasserbehälters. 51° 37′ 19,9″ N, 9° 17′ 34,1″ O   |           |      |
| 105    | Wegeparzelle mit Orchideenbestand | Beverungen |           | etwa 350 m südwestlich des Forsthauses Hohenstein, nördlich des Bevertals. 51° 38′ 58,2″ N, 9° 19′ 25″ O   |           |      |
| 106    | Quellbach mit Sinterquelle        | Beverungen |           | nördlich des Selsberges, nordwestlich von Beverungen, nördlich der K 48. 51° 41′ 1,8″ N, 9° 21′ 22,3″ O    |           |      |